# Веко Булатовић
Веко Булатовић (Лијешње, код Колашинa, 1. април 1884 — Ровца, код Иванграда, 25. децембар 1969), био је учесник Балканских ратова, Првог светског рата и Народноослободилачке борбе и генерал-мајор ЈА.

## Биографија
Рођен је 1. априлa 1884. године у селу Лијешње, код Колашинa, у породици Јакше Булатовића. Учесник Балканских ратова, у Војсци Краљевине Црне Горе био је капетан и са тим чином дочекао Први светски рат. Био је командант Пећког батаљона Дечанске бригаде. После завршетка Првог светског рата и стварања Краљевине Срба, Хрвата и Словенаца, наставио је службу у Војсци Краљевине СХС. Други светски рат дочекао као резервни официр Југословенске краљевске војске у чину потпуковника, у ком је 1930. године пензионисан.
После Априлског рата и капитулације Краљевске војске, активно учествовао у припремама за Тринаестојулски устанак. Међу ретким вишим официрима Краљевске војске ступио у партизане. Био је борац Другог батаљона Четврте пролетерске црногорске ударне бригаде, потом је био командант батаљона Комског партизанског одреда, а од 1942. године се налазио на позадинским функцијама. У чланство Комунистичке партије Југославије (КПЈ) примљен је 1941. године.
Када су маја 1943. године уведени чинови у НОВЈ, одлуком Врховног команданта НОВ и ПОЈ Јосипа Броза Тита, Веку Булатовићу је додељен чин генерал-мајора НОВЈ.
Пензионисан је 1946. године.
Преминуо је 25. децембра 1969. године у Ровцу, код Иванграда, где је и сахрањен.
Своје имање у Лијешњу је поклонио како би се на њему изградила школа. Био је познат по свом хуманитарном раду, а основана је и Фондација „Аница и Веко Булатовић” за помоћ сиромашној деци.
Носилац је Албанске споменице и Партизанске споменице 1941. и других високих југословенских одликовања, међу којима су Орден заслуга за народ првог реда, Орден братства и јединства првог реда, Орден за храброст и др. У Војсци Краљевине Црне Горе одликован је Златном медаљом за храброст.